# Alphonse Aréola
Alphonse Aréola (París, 27 de febrer de 1993) és un futbolista francès que juga com a porter al West Ham United FC cedit pel Paris Saint-Germain FC.
Ingressà el 2009 al Paris Saint-Germain FC. El 2015 fou cedit al Vila-real CF per reemplaçar al lesionat Sergio Asenjo.
El dia 31 d'agost del 2019 es fa oficial la seva cessió al reial Madrid,després que poques hores abans keylor Navas fos transpasat al Paris Saint-Germain FC per 15 milions d'euros.

## Palmarès
Paris Saint-Germain

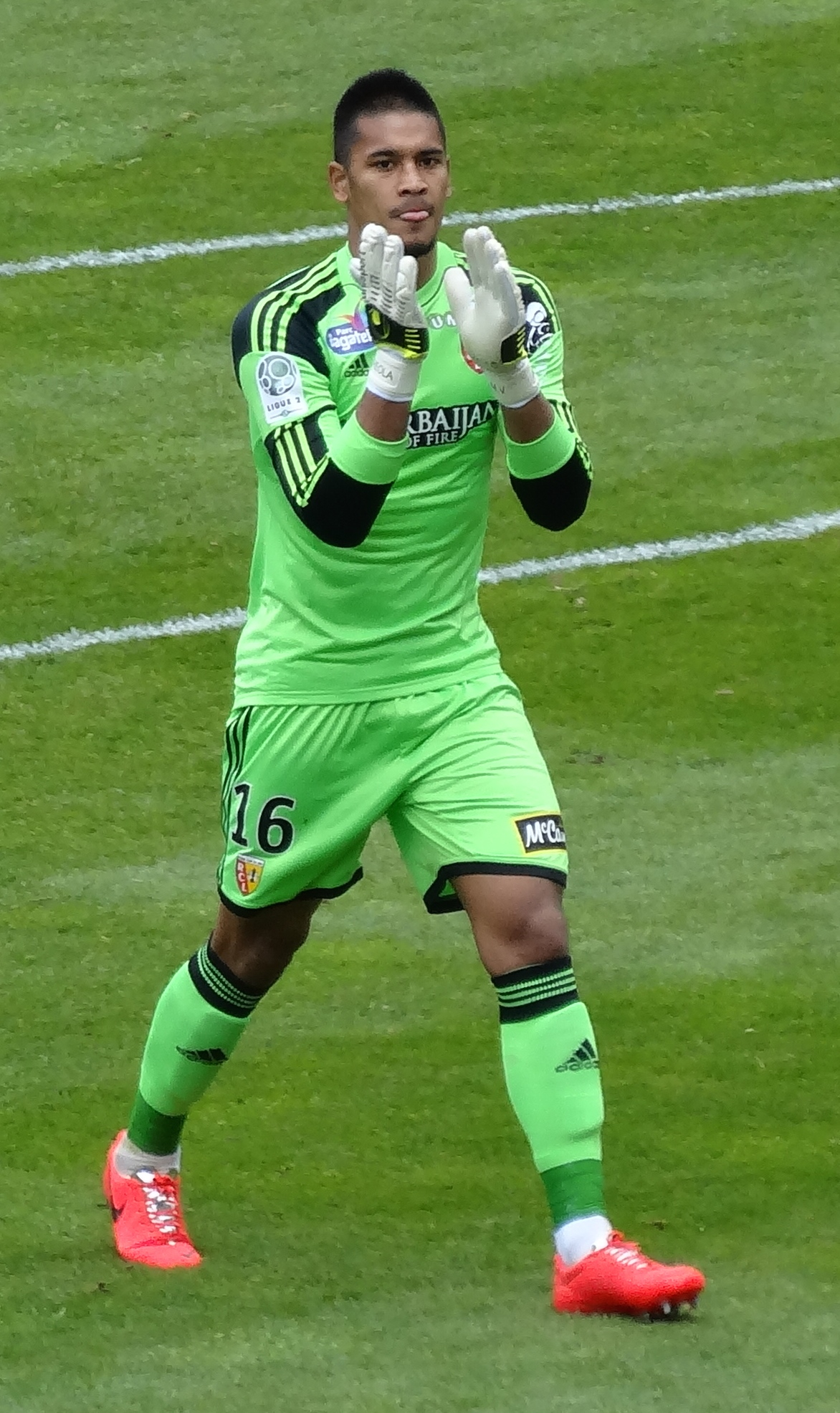
Areola jugant al RC Lens el 2014.

- 3 Ligue 1: 2012-13, 2017-18, 2018-19.
- 2 Copa francesa: 2016-17, 2017-18.
- 2 Copa de la lliga francesa: 2016-17, 2017-18.
- 4 Supercopa francesa: 2016, 2017, 2018, 2019.

Reial Madrid CF
- 1 Lliga espanyola: 2019-20.
- 1 Supercopa d'Espanya: 2019-20.

Selecció francesa
- 1 Copa del Món: 2018.
- 1 Copa del Món de futbol sub-20: 2013.